# Toyota Urban Cruiser Hyryder
Le Toyota Urban Cruiser Hyryder est un crossover sous-compact (segment B) développé par Suzuki et produit par Toyota en Inde depuis 2022. Disponible avec une gamme de groupes motopropulseurs essence-hybride léger et complètement hybride, le modèle est sorti en juillet 2022 en Inde avant son homologue portant le badge Suzuki. Il a indirectement remplacé le plus petit Urban Cruiser, un Suzuki Vitara Brezza rebadgé.

## Aperçu
L'Urban Cruiser Hyryder est sorti en Inde le 1er juillet 2022. Le véhicule est développé par Suzuki en utilisant la plate-forme Global C partagée avec le SX4 S-Cross et le Vitara, tandis que le modèle de la marque Suzuki sortira par la suite. Pour le modèle entièrement hybride, Suzuki a intégré au véhicule le système hybride de Toyota, qui comprend le moteur trois cylindres M15A-FXE de 1,5 litre de la Yaris/Yaris Cross de la gamme XP210. Il offre un mode véhicule électrique avec une autonomie uniquement électrique allant jusqu'à 25 km (16 miles). Le modèle hybride léger, commercialisé sous le nom de "NeoDrive", utilise le moteur quatre cylindres K15C de Suzuki de 1,5 litre et le système Smart Hybrid développé par Suzuki.
Les niveaux de finition disponibles en Inde sont E, S, G et V, le premier n'étant disponible qu'en tant qu'hybride léger. Un modèle à traction intégrale est également proposé pour la version V hybride doux avec transmission manuelle.
La production débutera en août 2022 dans la deuxième usine de Toyota Kirloskar Motor à Bidadi, tandis que les ventes débuteront en Inde en septembre. Des exportations vers des marchés africains sont prévues,.